# أحمد حجازي (لاعب كرة قدم لبناني)
أحمد مصطفى حجازي (22 أغسطس 1994) هو لاعب كرة قدم لبناني يلعب في صفوف نادي الأنصار، انضم إلى النادي بصفقة مدتها خمس سنوات في 9 يوليو 2020.

## الإحصائيات

### دولي
آخر تحديث 23 يونيو 2021.
| الفريق الوطني | سنة     | الظهور | الأهداف |
| ------------- | ------- | ------ | ------- |
| لبنان         | 2019    | 1      | 0       |
| لبنان         | 2020    | 0      | 0       |
| لبنان         | 2021    | 1      | 0       |
| المجموع       | المجموع | 2      | 0       |

## الإنجازات

### نادي الأنصار
- الدوري اللبناني الممتاز: 2020–21
- كأس الاتحاد اللبناني لكرة القدم: 2020–21؛ الوصيف: 2021-2022
- كأس السوبر اللبناني: 2021
- وصيف كأس النخبة اللبنانية: 2022

## روابط خارجية
- أحمد حجازي على موقع قاعدة بيانات كرة القدم.إي يو (الإنجليزية)
- أحمد حجازي على موقع ناشيونال فوتبول تيمز (الإنجليزية)
- أحمد حجازي على موقع Soccerway.com (الإنجليزية)
- أحمد حجازي على موقع كووورة